# 韋南戈 (內布拉斯加州)
韋南戈（英語：Venango）是位於美國內布拉斯加州珀金斯縣的村。

## 人口
根據2020年美國人口普查的數據，韋南戈的面積為1.96平方千米，皆為陸地。當地共有人口157人，而人口密度為每平方千米80人。